# Olidiana unica
Olidiana unica är en insektsart som beskrevs av Nielson 1982. Olidiana unica ingår i släktet Olidiana och familjen dvärgstritar. Inga underarter finns listade i Catalogue of Life.